# 李萊生
李萊生（1921年8月22日—1993年11月22日），祖籍廣東梅縣瓜洲，客家人。馬來西亞著名的企業家、華教先賢。

## 早年
李萊生出生在馬來亞霹靂州怡保的万里望。祖父的哥哥李杵臣曾為富豪姚德勝辦事，父親是怡保著名的礦家李銘興。李萊生有14個兄弟，9個姐妹。在14兄弟裡，李萊生排行老四。猶豫是雙胞胎的先出生者，其母親稱他為“大哥”（Taiko）。李萊生從小就接受中文教育，後來其父親將他送到中國讀書，然而讀了幾個月卻因為中日戰爭爆發而被迫返回馬來亞。後來李萊生繼續在怡保的英文學校聖米高中學就讀，並完成高級劍橋文憑。他原本打算繼續前往澳洲深造，然而在家人的勸導下放棄，轉而協助父親管理礦業。雖然求學時期李萊生也曾多次踏足礦場，對礦場運作也有一定的認識，然而不善交際的他無法在經營礦場上取得突破。

## 進軍種植業
1952年，李萊生的三哥，也是主持家族事業的李萬生在金寶買了一座1800英畝的橡膠園。李萬生以為四週都是礦地的橡膠園應該會蘊藏豐富的錫礦，然而在探勘後卻發現根本沒有錫苗。李萬生覺得弟弟不善經營礦場，就將該橡膠園交給李萊生管理。
李萊生剛開始對橡膠業一竅不通，但憑著好學的精神，終於掌握了農業知識和收購公司的法門。

## 收購橡膠園
20世紀前，馬來西亞大部分種植公司都由資金雄厚和擁有先進技術的英國人所創立。
然而馬來西亞聯合邦成立時，正值馬來西亞種植領域陷入低潮，種植公司股價節節敗退，英國商人拋售樹膠園。李萊生不斷以低價收購這些園坵，從而奠定了他在種植業的根基，開啟了他在種植業的王國。

## 橡膠大王
李萊生曾控制4家橡膠種植業公司和集團（分別是葛裡尼裡種植、巴都加灣、吉隆坡甲洞和巴力霹靂），擁有8.9萬公頃橡膠、油棕、可可種植園，價值15億美元。是馬來西亞著名的種植大亨。李萊生曾言：“只要不斷研究，任何種植業，都不會成為日薄西山的行業”。
李萊生認為英文是當時從事工商管理人員必須掌握的語文。精通英文，使他能短時間內透過英國人經理及各種管理書籍，學習如何收購上市公司，並成功將家族企業發展為企業家族。為了訓練下一代是他們能接掌他的事業，他的五個子女全都接受過英文教育。
1984年，李萊生不幸患了淋巴腺癌，決定將企業交給下一代。1992年11月22日，李萊生與世長辭。

## 熱心公益
李萊生十分熱心於捐助中文教育發展，他曾多次捐助怡保市內的不少華文中小學，不少受惠的學校都以李萊生的名諱為一些主要建築物命名。除此之外，李萊生曾捐獻孟家蘭十一英畝膠園於霹靂福建公會，作為培南獨中之校址。此外，政府也宣布将会在由吉隆坡甲洞集团开发的雪兰莪州依约煤炭田镇（Bandar Seri Coalfields）新建一所华文小学，并以“李莱生”命名
由於其子女都接受英文教育，對於熱心捐助中文教育發展的李萊生而言卻是心中遺憾，因此他的孫輩都接受中文教育。他曾說：“兒子因為接受英文教育，與華社似乎脫了節，我也盡量促使他們與華社搞好關係。”
李萊生去世後，在其妻子的帶領下，李萊生的兒女皆熱心公益，對霹靂州之華文學校、華人醫院及安老院均作出大筆捐獻。

## 家庭
李萊生在30歲與梁婉清結婚。梁氏是客家籍富豪梁克堯的長女。兩人育有三子二女。分別是長子李愛賢、次子李孝賢、幼子李順賢、長女李愛琴和幼女李愛倫。其中三個兒子還是名列馬來西亞二十大首富。2015年，長子李愛賢和次子李孝賢還被福布斯評選為馬來西亞第十富豪。

## 與中國的關係
李萊生祖籍廣東省梅縣瓜洲，後來其祖父李樹臣將家族遷徙到福建省漳州市芗城區新華西路，建立李公館並居住在那。
李萊生及其父親李銘興曾多次捐助中國老家，國民政府還曾特地頒發牌匾給其父親以表揚他對抗日戰爭的支持。新中國成立後，李萊生還曾率領代表員訪問中國，並獲得當時中國全國人大常委會委員長葉劍英的接見，以商討中國和馬來西亞的貿易關係。

## 其他
李萊生曾在1973年被霹靂蘇丹冊封為太平局紳，1974年被封賜拿督勳銜，後來又被馬來西最高元首封賜丹斯里榮銜。李萊生也曾於1971年和1974年兩度擔任馬來西亞國會上議員。1975年，他被委任為怡保市議會（现怡保市政厅）主席。
正值馬化控股陷入經營不善的困境，李萊生和郭鶴年等幾名華商在當時馬華公會總會長林良实的邀請下接管馬化控股，以解決當時困擾華社的合作社事件。
李萊生也是萬里望嘉應五屬會館的名譽會長，他曾贊助公會建設會所。他的兒子李愛賢也曾擔任霹靂州嘉應會館的會長。
1985年，李萊生當選由亞洲管理學院校友會和馬來西亞銀行公會聯合舉辦的“馬來西亞1985年十大企業家”。
馬來西亞政府為了紀念他的貢獻，將萬里望的一條街道命名為“李萊生路”（Jalan Lee Loy Seng）。

## 主要參考
李偉權. . 「東南亞客家的多面相研究」工作坊. 2010-07-20: 52–66.